# Hiệp ước Kellogg-Briand
Hiệp ước Kellogg-Briand (hay Hiệp ước Paris, chính thức là Hiệp ước chung về từ bỏ chiến tranh với tư cách là một công cụ của chính sách quốc gia ) là một thỏa thuận quốc tế năm 1928, trong đó các quốc gia ký kết hứa sẽ không sử dụng chiến tranh để giải quyết "tranh chấp hoặc xung đột về bất cứ điều gì bản chất hoặc bất cứ nguồn gốc nào có thể, mà phát sinh giữa các quốc gia này". Không có cơ chế để chế tài các quy định của Hiệp ước. Các bên không tuân thủ lời hứa này "nên bị từ chối các lợi ích được cung cấp bởi [hiệp ước]". Nó được ký bởi Đức, Pháp và Hoa Kỳ vào ngày 27 tháng 8 năm 1928 và bởi hầu hết các quốc gia khác ngay sau đó. Được tài trợ bởi Pháp và Mỹ, Hiệp ước đã từ bỏ việc sử dụng chiến tranh và kêu gọi giải quyết tranh chấp một cách hòa bình. Các điều khoản tương tự đã được đưa vào Hiến chương Liên Hợp Quốc và các hiệp ước khác, và nó trở thành bước đệm cho một chính sách tích cực hơn của Mỹ. Nó được đặt theo tên của các tác giả của nó, Ngoại trưởng Hoa Kỳ Frank B. Kellogg và Bộ trưởng Ngoại giao Pháp Aristide Briand. Hiệp ước đã được ký kết bên ngoài Liên minh các quốc gia và hiện vẫn có hiệu lực.
Một lời chỉ trích phổ biến là KelloggTHER Briand Pact đã không đạt tới tất cả các mục tiêu của nó, nhưng được cho là đã có một số thành công. Nó không chấm dứt chiến tranh, cũng không ngăn được sự trỗi dậy của chủ nghĩa quân phiệt và không thể ngăn chặn Chiến tranh thế giới thứ hai. Hiệp ước đã bị chế giễu vì chủ nghĩa đạo đức và luật pháp và thiếu ảnh hưởng đến chính sách đối ngoại. Hơn nữa, nó đã xóa hiệu quả sự phân biệt pháp lý giữa chiến tranh và hòa bình vì các bên ký kết bắt đầu tiến hành chiến tranh mà không tuyên bố chúng.
Các điều khoản trung tâm của hiệp ước từ bỏ việc sử dụng chiến tranh, và thúc đẩy giải quyết tranh chấp hòa bình và sử dụng lực lượng tập thể để ngăn chặn sự xâm lược, đã được đưa vào Hiến chương Liên Hợp Quốc và các hiệp ước khác. Mặc dù các cuộc nội chiến vẫn tiếp diễn, các cuộc chiến giữa các quốc gia được thành lập là rất hiếm kể từ năm 1945, với một vài ngoại lệ ở Trung Đông. Một hậu quả pháp lý là không khuyến khích thôn tính lãnh thổ bằng vũ lực, mặc dù các hình thức thôn tính khác chưa được ngăn chặn. Rộng hơn, một số tác giả cho rằng hiện nay có một giả định mạnh mẽ chống lại tính hợp pháp của việc sử dụng, hoặc đe dọa, lực lượng quân sự chống lại một quốc gia khác. Hiệp ước này cũng là cơ sở pháp lý cho khái niệm tội ác chống lại hòa bình, mà Tòa án Nichebal và Tòa án Tokyo đã xét xử và xử tử các nhà lãnh đạo hàng đầu chịu trách nhiệm bắt đầu Thế chiến II.
Nhiều nhà sử học và các nhà khoa học chính trị coi hiệp ước này hầu như không có ý nghĩa và không hiệu quả.
Với việc ký Nghị định thư Litvinov tại Moscow vào ngày 9 tháng 2 năm 1929, Liên Xô và các nước láng giềng phương Tây, bao gồm Rumani đã đồng ý đưa Hiệp ước Kellogg-Briand có hiệu lực mà không cần chờ các bên ký kết phương Tây khác phê chuẩn. Vấn đề Bessarabian đã đưa ra thỏa thuận giữa Romania và Liên Xô thách thức và tranh chấp giữa các quốc gia đối với Bessarabia vẫn tiếp tục.